# Berner Oberländisch
Berner Oberländisch (auch Oberländerberndeutsch) bezeichnet die schweizerdeutschen Dialekte, die im Berner Oberland gesprochen werden; dialektologisch gehört auch die Mundart des ehemaligen Amtsbezirks Schwarzenburg dazu. Sie zählen zum Höchstalemannischen. Das Berner Oberländische unterscheidet sich von Region zu Region, und es ist nicht unüblich, dass Eingesessene am Dialekt das Dorf erkennen können, aus dem ein Sprecher stammt.

## Geographische Verbreitung
Als Berner Oberländisch gelten insbesondere die Dialekte aus den Tälern der Lütschine, der Kander, der Simme und des Saanenlands. Die Dialekte aus dem Haslital und aus Brienz im östlichen Berner Oberland werden oft als eigene Dialektgruppe aufgefasst. In der Gegend um den Thunersee ist das Berndeutsche auf dem Vormarsch.

## Merkmale
Das Berner Oberländische bildet eine Dialektlandschaft, die nicht nur geographisch, sondern auch sprachwissenschaftlich zwischen derjenigen des Berner Mittellandes und des Wallis liegt. In vielen Merkmalen stimmt es mit dem Senslerdeutschen überein.
Typisch für die Dialektlandschaft sind etwa:
- Die Diphthongierung von langem [eː] zu [eə̯] oder [iə̯], beispielsweise Sìe [z̥eə̯ z̥iə̯] ‹See›. Diese Erscheinung tritt besonders im westlichen und im östlichsten Berner Oberland auf, im mittleren Teil beschränkt sie sich auf die zuhinterst in den Tälern liegenden Ortschaften.
- Die Pluralendung -i der schwachen femininen Substantive, beispielsweise Tanni [ˈtanːi] ‹Tannen› (Einzahl: Tanna [ˈtanːa]).
- Die velare Aussprache von /x/, die von Sprechern anderer schweizerdeutscher Dialekte, wo die uvulare Aussprache [⁠χ⁠] vorherrscht, oft als «weich» empfunden wird.
- Eine typische Prosodie, die von Sprechern von Mittellanddialekten oft als «Singsang» empfunden wird.

Wie die anderen höchstalemannischen Dialekte weist auch das Berner Oberländische keine Hiatdiphthongierung auf, beispielsweise schnyye, buue [ˈʃniːə ˈb̥uːə] ‹schneien bauen›, und nicht schneie, boue [ˈʃneijə ˈb̥ouwə], und kennt es die Deklination prädikativer Adjektive, beispielsweise si ìsch schööni [ˌz̥i ɪʃ ˈʃœːni] ‹sie ist schön›, und nicht si ìsch schöön [ˌz̥i ɪʃ ʃœːn].
Offensichtliche Unterschiede zum Berndeutschen sind das Fehlen der typischen l-Vokalisierung und der nd-Velarisierung. Beispielsweise heisst es im Berner Oberländischen Wald, Chind [ʋaɫd̥ xɪnd̥] ‹Wald Kind› und nicht Waud, Ching [ʋawd̥ χɪŋː] wie im Berndeutschen.
Die östlichen Dialekte (Lütschinentäler, Brienz, Haslital) unterscheiden sich von den westlichen und zentralen Mundarten etwa dadurch, dass sie
- keine n-Apokope durchgeführt haben, beispielsweise gilt im Osten machen [ˈmaxən] ‹machen› und nicht mache [ˈmaxə] und
- Entrundung von [øː ø yː y] zu [eː e iː i] kennen, beispielsweise scheen, Myys [ʃeːn miːz̥] ‹schön, Mäuse› und nicht schöön, Müüs [ʃøːn myːz̥].

Für die Dialekte im Haslital gilt überdies, dass sie
- die Diphthonge [ie yə] zu [eː øː] monophthongieren, beispielsweise leeb, Bööch [leːb bøːx] ‹lieb, Buch› und nicht lieb, Buech [liəb buəx].

Alles in allem teilen die östlichen Dialekte verschiedene Merkmale, die auch im Wallis und in der Innerschweiz bekannt sind, was auf den jahrhundertelangen Passverkehr über den Grimsel und den Brünig zurückgeht.

## Beispiele
Nicht nur, aber auch berneroberländisch sind
- Ätti (auch: Ättu) – Vater
- dorffe – plaudern (von Dorf)
  - davon abgeleitet Dorffet – gemütliches Zusammensein, Fest
- embruuf – hinauf (vgl. walliserdeutsch embrüff)
- Loopa, Pl. Loopeni – Kuh
- lüw(w)e – ausruhen (vgl. Berner Mittelland löie, Freiburg lüüe, lüje, Wallis liiwe, liwwe)
- musechnöuwhööi – mauskniehoch (von einer sehr dünnen Schneeschicht gesagt)
- Schina – Holzsplitter in der Haut (ebenso walliserdeutsch)
- Trötscha – Zopf (nur Westhälfte; vgl. walliserdeutsch Tretscha, italienisch treccia)
- Ustig – Frühling (vgl. walliserdeutsch Üüstig)

Ganz oder fast ganz spezifisch berneroberländisch sind etwa
- blick(e)ne (Westhälfte), glitzme (Hasli) – blitzen
- Flächti – Zöpfe (nur Osthälfte)
- Gäbeli – Wäscheklammer
- Glunta – Pfütze
- Geisshirt – Weberknecht (besonders Osthälfte)
- ggugg! – schau!
- Grübschi, Gribschi – Kerngehäuse eines Apfels
- hu(u)sele(n) – mit Spielzeug spielen (besonders Osthälfte)
- Lood – Papiersack
- lööter, leeter – zu wenig gesalzen, fade
- Schwaarte – Brotrinde (nur Westhälfte)
- stürfle, stirflen – stolpern
- zwäärge – kneifen (nur Westhälfte)

Chrigel, la d Gizeni uus, di Fremda wii d Gemscheni gschouwe. – „Christian, lass die Zicklein hinaus (aus dem Stall), die Fremden (Touristen) wollen die Gemsen anschauen.“

### Grundlegendes
- Rudolf Hotzenköcherle: Die Sprachlandschaft Bern. In: Rudolf Hotzenköcherle: Die Sprachlandschaften der deutschen Schweiz. Hrsg. von Niklaus Bigler und Robert Schläpfer unter Mitarbeit von Rolf Börlin. Aarau/Frankfurt a. M./Salzburg 1984 (Reihe Sprachlandschaft 1), S. 193–225.
- Peter Glatthard: Dialektologisch-volkskundliche Probleme im Oberhasli. Haupt, Bern 1981 (Sprache und Dichtung NF. 29).

### Wörterbücher
- Jakob Aellig, Christian Bärtschi: Adelbodetütsch. Adelboden 2002.
- Armin Bratschi, Rudolf Trüb: Simmentaler Wortschatz. Wörterbuch der Mundart des Simmentals (Berner Oberland). Mit einer grammatischen Einleitung und mit Registern. Thun 1991 (Grammatiken und Wörterbücher des Schweizerdeutschen in allgemeinverständlicher Darstellung XII).
- Otto Hopf: Hasli-Deutsch. Ein altes Wörterbuch, gesammelt von 1879–1894. Meiringen [1969].
- Ruth und Albert von Grünigen, Heidi und Ruben Frutschi, Fritz Müllener: Saanetütsch. E Sammlig va Mundartsätzlene u -wörtlene u däru Bedütig us em Saaneland vo früejer bis hüt. 2. Auflage. Müller Medien, Gstaad 2020.
- Maria Lauber: Frutigdeutsche Wörter und Redensarten. Frutigen 1984.
- Gustav Ritschard: Bödellitüütsch. Wörterbuch mit Bildern aus dem Volksleben. Volkssprache der Gemeinden Bönigen, Interlaken, Matten, Unterseen und Wilderswil. Unterseen 1983.
- Helene Schild-Michel, Walter Boss: Brienzerdeutsches Wörterbuch. Mundartwörterbuch des Brienzerbezirks. Brienz [2006].
- Urs Schild: Grindelwald-Dialekt (im Aufbau).

### Grammatik
- Hans Dauwalder: Haslitiitsch. Wie mma s seid und cha schriiben. Eine haslideutsche Kurzgrammatik. Gemeinnütziger Verein Meiringen, Meiringen 1992.
- Rudolf Trüb: Die grammatischen Formen. In: Armin Bratschi, Rudolf Trüb: Simmentaler Wortschatz. Wörterbuch der Mundart des Simmentals (Berner Oberland). Mit einer grammatischen Einleitung und mit Registern. Thun 1991 (Grammatiken und Wörterbücher des Schweizerdeutschen in allgemeinverständlicher Darstellung XII), S. 10–24.

### Wort und Sache
- Emanuel Friedli: Bärndütsch als Spiegel bernischen Volkstums. Zweiter Band: Grindelwald. Bern 1908.
- Emanuel Friedli: Bärndütsch als Spiegel bernischen Volkstums. Dritter Band: Guggisberg. Bern 1911.
- Emanuel Friedli: Bärndütsch als Spiegel bernischen Volkstums. Siebenter Band: Saanen. Bern 1927.